# أحمد محمد الصديق
أحمد محمد الصديق(7 ديسمبر 1941م - 14 مايو 2017م)، شاعر فلسطيني.

## حياته ونشأته
ولد في شفا عمرو على مقربة من عكا بفلسطين سنة 1941م، درس الشريعة الإسلامية في جامعة أم درمان الإسلامية بالسودان وحصل على الليسانس والماجستير في الشريعة الإسلامية من جامعة الأزهر.
- درس المرحلة الابتدائية في مدرسة شفا عمرو.
- درس في حيفا سنتين بعد الابتدائية.
- درس في مدرسة كفر ياسيف سنة واحدة.
- التحق بالمعهد الديني بقطر حيث التقى بخيرة الأساتذة والعلماء، وتخرج فيها عام 1966م.
- درس الشريعة في جامعة أم درمان الإسلامية في السودان ونال شهادة الليسانس عام 1970م.
- حصل على الماجستير في الشريعة الإسلامية من جامعة الأزهر الشريف.
- حصل على الدبلوم العام في التربية بجامعة قطر.

## مسيرته[5]
بدأ ينشر شعره في أثناء دراسته بفلسطين أنشد الكثير من القصائد الدينية والوطنية والاجتماعية
- بدأ بنشر قصائده في الصحف اليومية في فلسطين المحتلة أيام دراسته الإعدادية والثانوية قبل خروجه منها عام 1956م.
- شارك هناك بشعره في مهرجانات ومناسبات وطنية عديدة، وكان له نشاط طلابي ملحوظ.
- نشرت له مجلة الحق القطرية ومجلتا المجتمع والوعي الإسلامي الكويتيتان، ومجلة البعث الإسلامي في الهند ومجلة الشهاب اللبنانية.
- شهدته الندوات الشعرية في الدوحة –قطر، وجمعيات الإصلاح في الإمارات والكويت والبحرين شاعراً محلقاً مجلياً أصيلاً.
- دخلت بعض قصائده ضمن المقررات في مناهج اللغة العربية بدولة قطر ودولة الإمارات، وفي المدارس الفلسطينية في لبنان.
- أنشد الكثير من قصائده الدينية والوطنية والاجتماعية، وانتشرت أشرطته المسجلة على نطاق واسع.
- كان له في السودان نشاط شعري كبير في الاحتفالات والندوات وفي الصحف والمجلات، وأشهر المجلات التي نشرت له مجلة الميثاق الإسلامي.
- نشرت له مجلة الامة القطرية ومجلتا المجتمع والوعي الإسلامي الكويتيتان، ومجلة البعث الإسلامي في الهند ومجلة الشهاب اللبنانية.
- شهدته الندوات الشعرية في الدوحة –قطر، وجمعيات الإصلاح في الإمارات والكويت والبحرين شاعراً محلقاً مجلياً أصيلاً.
- دخلت بعض قصائده ضمن المقررات في مناهج اللغة العربية بدولة قطر ودولة الإمارات، وفي المدارس الفلسطينية في لبنان.
- أنشد الكثير من قصائده الدينية والوطنية والاجتماعية، وانتشرت أشرطته المسجلة على نطاق واسع.
- كان له في السودان نشاط شعري كبير في الاحتفالات والندوات وفي الصحف والمجلات، وأشهر المجلات التي نشرت له مجلة الميثاق الإسلامي.
- عمل في قطر مدرساً لمدة ثماني سنوات ثم انتقل للعمل بوزارة الأوقاف والشؤون الإسلامية رئيساً لأحد أقسامها، ويتولى خطابة الجمعة منذ نحو عشرين عاماً.
- حصل على الجنسية القطرية.

## مؤلفاته[6][1]
1. نداء الحق، (ديوان شعر) صدرت طبعته الأولى في الدوحة عام 1977م.
2. الإيمان والتحدي، (ديوان شعر) صدرت طبعته الأولى في عمان عام 1985م.
3. قصائد إلى الفتاة المسلمة، (ديوان شعر) صدرت طبعته الأولى في عمان عام 1984م.
4. جراح وكلمات، (ديوان شعر) صدرت طبعته الأولى في عمان عام 1990م.
5. هكذا يقول الحجر (ديوان شعر) صدرت طبعته الأولى في عمان عام 1990م.
6. قادمون مع الفجر، (ديوان شعر) صدرت طبعته الأولى في عمان عام 1987م.
7. أناشيد للصحوة الإسلامية، (ديوان شعر) صدرت طبعته الأولى في عمان عام 1985م.
8. أناشيد للطفل المسلم، (ديوان شعر) (ثلاثة أجزاء) صدرت طبعته الأولى في عمان عام 1988م.
9. طيور الجنة، (ديوان شعر) صدرت طبعته الأولى في الدوحة.
10. يا سراييفو الحبيبة، (ديوان شعر) صدرت طبعته الأولى في عمان عام 1997م.
11. ملحمة الشيشان، (ديوان شعر) صدرت طبعته الأولى في عمان عام 1997م.
12. هو الله، (صياغة شعرية لأسماء الله الحسنى) صدرت طبعته الأولى في الدوحة عام 1998م.

دواوين شعرية كثيرة منها: «نداء الحق»، «الإمان والتحدي»، «جراح وكلمات»، «طيور الجنة».